# Ila fengsel, forvarings- og sikringsanstalt

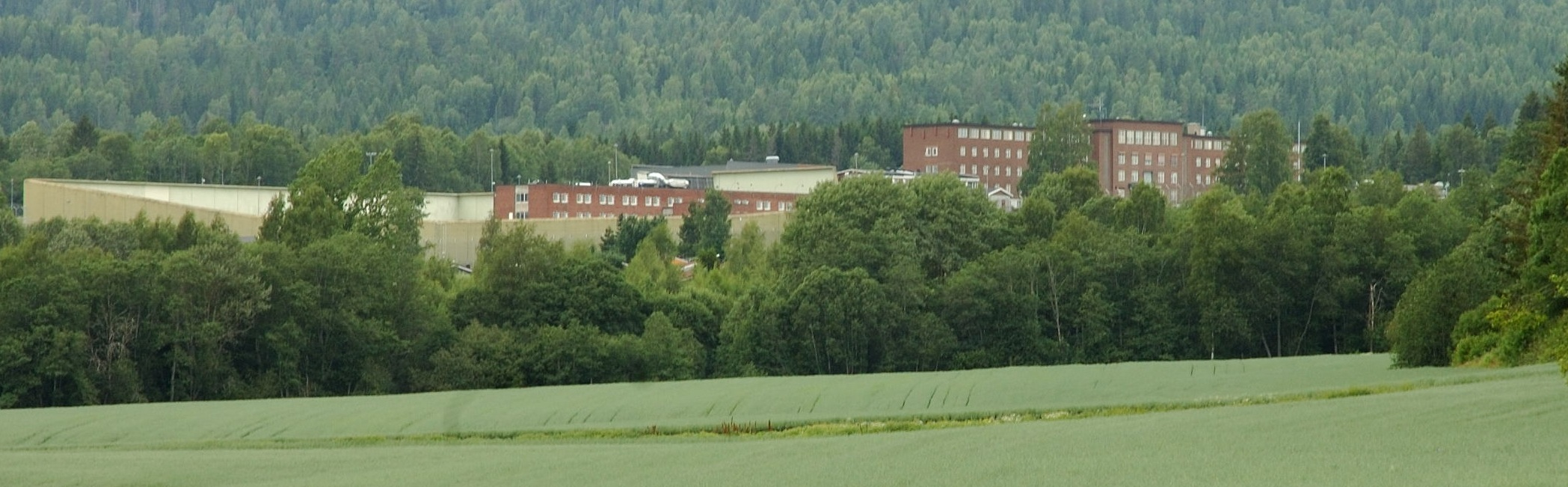
Ila fengsel, forvarings- og sikringsanstalt

Ila fengsel, forvarings- og sikringsanstalt är ett fängelse i Ila i Bærums kommun i Akershus fylke, Norge.

## Historia
Ila fängelse började byggas 1938. Ursprungsplanen var att upprätta ett kvinnofängelse, men Ila togs i bruk av den tyska ockupationsmakten som Grini fångläger för politiska fångar under andra världskriget. Anstaltens namn ändrades efter kriget till Ilebu fengsel. Från den 8 maj 1945 användes Ila främst för att hysa landsförrädare. Fångarna övervakades först av soldater ur den norska motståndsrörelsen, senare av kontingenter ur rikspolitiet. Under denna tid förekom omild behandling och överdriven straffexercis. Som mest, i juli 1945, hade fängelset 3440 fångar. Denna funktion upphörde 1 januari 1951 då Ila blev "sikringsanstalt". Från 1976 till 2000 kallades fängelset Ila landsfengsel og sikringsanstalt. Det nuvarande namnet fick fängelset 2002. Fängelset har omkring 130 intagna.  Massmördaren Anders Behring Breivik har i omgångar suttit på fängelset.

## Kända fångar
- Erik Andersen (sexbrottsling)
- Arne Treholt
- Anders Behring Breivik
- Philip Manshaus